# Fernando Olivella
Fernando Olivella Pons (Barcellona, 22 giugno 1936 – 14 maggio 2023) è stato un calciatore spagnolo, di ruolo difensore. Campione d'Europa con la Nazionale spagnola nel 1964, di cui fu capitano. Giocò anche il mondiale del 1966 e fece parte della rosa del Barcellona.

## Carriera

### Club
Scoperto da Josep Boter, debuttò professionista nell'España Industrial, che aiutò ad essere promosso in Primera División. Dal 1956 fino al 1969 giocò nel Barcellona.

### Nazionale
Fu il capitano della selezione spagnola che vinse il Campionato europeo di calcio 1964 e con cui giocò 18 gare. Debuttò il 31 marzo 1957 in Belgio-Spagna 0-5, mentre giocò l'ultima l'8 dicembre 1965 prendendo 2-0 a Madrid contro l'Inghilterra.

### Dopo il ritiro
Fu direttore del Barcellona tra il 1989  ed il 1993, sotto la presidenza di Josep Lluís Núñez.

## Palmarès

### Club
- Campionato spagnolo: 2

Barcellona: 1958-1959, 1959-1960
- Coppa di Spagna: 4

Barcellona: 1956-1957, 1958-1959, 1962-1963, 1967-1968

#### Titoli internazionali
- Coppa delle Fiere: 3

Barcellona: 1955-1958, 1958-1960, 1965-1966
- Pequeña Copa del Mundo: 1

Barcellona: 1957

#### Titoli prestagionali
- Trofeo Gamper: 3

Barcellona: 1966, 1967, 1968

### Nazionale
- Campionato d'Europa: 1

1964